# Bangladesh Betar
Bangladesh Betar (en bengali : বাংলাদেশ বেতার), abrégée BB, est la société nationale de radiodiffusion du Bangladesh. Fondée le 26 août 1927, elle a porté le nom de Radio Bangladesh entre 1975 et 1996.
Basée à Dakha dans le quartier de Shahbag (en), elle est détenue par le gouvernement du pays et possède plusieurs stations de radio diffusant en 6 langues. Elle est affiliée à WRN Broadcast.